# Сельды
Сельды — река в России, протекает в Докузпаринском районе республики Дагестан. Длина реки составляет 6,2 км. Площадь водосборного бассейна — 26,7 км².
Начинается к югу от горы Сельды, течёт в общем северо-западном направлении. Правый приток реки Усухчай, впадает в него напротив села Калер. Имеет безымянные притоки, стекающие с горы Базардюзи и питаемые ледниками.

## Данные водного реестра
По данным государственного водного реестра России относится к Западно-Каспийскому бассейновому округу, водохозяйственный участок реки — Самур. Речной бассейн реки — Терек.
Код объекта в государственном водном реестре — 07030000412109300002491.